# Джил (Азербайджан)
Джил, Джиль (азерб. Cil) — селение в Ленкоранском районе Азербайджана. Население — около 2 тыс. человек (2000 г.).
По данным списков населённых мест Бакинской губернии от 1870 года, составленных по сведения камерального описания губернии с 1859 по 1864 гг., в селении Джиль Ленкоранского уезда было 39 дворов с населением 324 человека, состоящее из талышей-шиитов. По данным «Кавказского календаря» на 1915 год в Джиле проживало 442 человека, народность — талыши.

## Известные уроженцы
- Пашазаде, Аллахшукюр Гуммет оглы — шейх-уль-ислам, председатель Управления мусульман Кавказа (с 1980), председатель Верховного Религиозного Совета Кавказских Народов (с 1992)[3].
- Мамедов Азер Агабалаевич - доктор философских наук, выпускник философского факультета МГУ им. М.В.Ломоносова, профессор кафедры философии РГАУ-МСХА имени К.А. Тимирязева | url=https://www.timacad.ru/phone/contact/995?from=education/instituty/institut-ekonomiki-i-upravleniia-apk/kafedra-filosofii/prepodavateli https://www.timacad.ru/phone/contact/995?from=education/instituty/institut-ekonomiki-i-upravleniia-apk/kafedra-filosofii/prepodavateli%7C